# Отеш-Эли
Оте́ш-Эли́ (укр. Отеш-Елі, крымскотат. Öteş Eli, Отеш Эли) — исчезнувшее село в Бахчисарайском районе Республики Крым, находилось примерно в 1,5 километрах к юго-востоку (выше по руслу балки Эски-Кышав) от современного села Кочергино.

## Название
Название Отеш-Эли можно перевести как «местность Отеша». Отеш — личное имя, употреблявшееся в прошлом у тюркских народов, возможно вариант более известного имени Отемиш (Ötemiş), означающего «прошедший». Название не имеет отношения к крымскотатарскому слову атеш — «огонь».

## История
Впервые в доступных источниках село встречается в Камеральном описании Крыма 1784 года, как деревня бакчи-сарайскаго каймаканства Бакче-сарайскаго кадылыка Утеш-Эли. После присоединения Крыма к России (8) 19 апреля 1783 года, (8) 19 февраля 1784 года, именным указом Екатерины II сенату, на территории бывшего Крымского Ханства была образована Таврическая область и деревня была приписана к Симферопольскому уезду. После Павловских реформ, с 1796 по 1802 год, входила в Акмечетский уезд Новороссийской губернии. По новому административному делению, после создания 8 (20) октября 1802 года Таврической губернии, Отеш-Эли был включён в состав Актачинской волости Симферопольского уезда.
По Ведомости о всех селениях в Симферопольском уезде состоящих с показанием в которой волости сколько числом дворов и душ… от 9 октября 1805 года, в деревне Утешиль в 12 дворах проживало 78 татар и 9 цыган. По военно-топографической карте генерал-майора Мухина 1817 года в деревне было 13 дворов. После реформы волостного деления 1829 года Отеш Эли, согласно «Ведомости о казённых волостях Таврической губернии 1829 г» отнесли к Яшлавской волости (переименованной из Актачинской). На карте 1836 года в деревне 14 дворов, а на карте 1842 года деревня обозначена условным знаком «менее 5 дворов».
В 1860-х годах, после земской реформы Александра II, деревню приписали к Мангушской волости. Согласно «Списку населённых мест Таврической губернии по сведениям 1864 года», составленному по результатам VIII ревизии 1864 года, Отеш-Эли — общинная татарская деревня с 8 дворами, 47 жителями, частной дачей и мечетью при источникѣ Баккалѣ (на трёхверстовой карте Шуберта 1865—1876 года обозначено 11 дворов). На 1886 год в деревне Отеш-Эль, согласно справочнику «Волости и важнѣйшія селенія Европейской Россіи», проживало 6 человек в 1 домохозяйстве, действовала мечеть. По результатам Х ревизии 1887 года, опубликованным в «Памятной книге Таврической губернии 1889 года» в Отеш-Эли записано 18 дворов и 75 жителей, а на карте 1890 года — 10 дворов с крымскотатарским населением.
После земской реформы 1890-х годов деревню передали в состав новой Тав-Бодракской волости. По «…Памятной книжке Таврической губернии на 1892 год» в деревне Отешель, входившей в Биюк-Яшлавское сельское общество, числилось 19 жителей в 3 домохозяйствах. По «…Памятной книжке Таврической губернии на 1902 год» в деревне Утешель, входившей в Биюк-Яшлавское сельское общество, числилось 27 жителей в 3 домохозяйствах, на общинной земле. По Статистическому справочнику Таврической губернии. Ч.II-я. Статистический очерк, выпуск шестой Симферопольский уезд, 1915 год, в деревне Атеш-Эли Тав-Бодракской волости Симферопольского уезда дворов и жителей не числилось.
После установления в Крыму Советской власти, по постановлению Крымревкома от 8 января 1921 года была упразднена волостная система и село вошло в состав Бахчисарайского района Симферопольского уезда (округа), а в 1922 году уезды получили название округов. 11 октября 1923 года, согласно постановлению ВЦИК, в административное деление Крымской АССР были внесены изменения, в результате которых был создан Бахчисарайский район и село включили в его состав. Согласно Списку населённых пунктов Крымской АССР по Всесоюзной переписи 17 декабря 1926 года, в селе Отеш-Эли, Идеш-Эльского сельсовета Бахчисарайского района, числилось 32 двора, все крестьянские, население составляло 151 человек (69 мужчин и 82 женщины). В национальном отношении учтено 124 татарина , 19 русских и 8 украинцев. По данным всесоюзной переписи населения 1939 года в селе проживало 135 человек.
В 1944 году, после освобождения Крыма от фашистов, согласно Постановлению ГКО № 5859 от 11 мая 1944 года, 18 мая крымские татары были депортированы в Среднюю Азию. 12 августа 1944 года было принято постановление № ГОКО-6372с «О переселении колхозников в районы Крыма», по которому в район из Орловской и Брянской областей РСФСР переселялись 6000 семей колхозников. Указом Президиума Верховного Совета РСФСР от 18 мая 1948 года село Отеш-Эли было переименовано в Кочергино (в память военного лётчика майора Кочергина, погибшего в 1944 году в районе села и похороненного на военном аэродроме в Саках), а расположенное неподалёку село Баккал-Су — в Панфиловку. 26 апреля 1954 года Крымская область была передана из состава РСФСР в состав УССР. В период с 1960 года, когда Панфиловка отдельно числилась в составе Красноармейского сельсовета по 1968 год эти два села были объединены с присвоением объединённому селу названия Кочергино (согласно справочнику «Крымская область. Административно-территориальное деление на 1 января 1968 года» в период с 1954 по 1968 годы).

## Переименование и исчезновение
Указом Президиума Верховного Совета РСФСР от 18 мая 1948 года село Отеш-Эли было переименовано в Кочергино, а расположенное неподалёку село Баккал-Су — в Панфиловку. В период с 1954 по 1968 годы эти два села были объединены с присвоением объединённому селу названия Кочергино. Фактически же после объединения жители из бывшего Отеш-Эли были переселены в центральную усадьбу — бывший Баккал-Су. Таким образом, несмотря на то, что согласно документам о переименованиях, прежнее название села Кочергино — Отеш-Эли, на самом деле современное Кочергино — продолжатель села Баккал-Су, а на месте, где находился Отеш-Эли (в 1,5 км к юго-востоку от сегодняшнего Кочергино, выше по балке) сохранилось лишь несколько хозяйственных построек.

## Динамика численности населения
| - 1805 год — 87 чел. - 1864 год — 47 чел. - 1889 год — 75 чел. - 1892 год — 19 чел. | - 1902 год — 27 чел. - 1926 год — 151 чел. - 1939 год — 135 чел. |